# Gerichtsamt Colditz
Das Gerichtsamt Colditz war in den Jahren zwischen 1856 und 1874 die unterste Verwaltungseinheit und von 1856 bis 1879 nach der Abschaffung der Patrimonialgesetzgebung im Königreich Sachsen Eingangsgericht. Es hatte seinen Amtssitz in der Stadt Colditz.

## Geschichte
Nach dem Tod des Königs Friedrich August II. von Sachsen wurde unter dessen Nachfolger König Johann nach dem Vorbild anderer Staaten des Deutschen Bundes die Abschaffung der Patrimonialgesetzgebung verordnet. An die Stelle der bisher im Königreich Sachsen in Stadt und Land vorhandenen Gerichte der untersten Instanz traten die zentral gelegenen Bezirksgerichte und Gerichtsämter in nahezu allen größeren Städten. Die Details der Verwaltungsreform regelten das sächsische Gerichtsverfassungsgesetz vom 11. August 1855 und die Verordnung über die Bildung der Gerichtsbezirke vom 2. September 1856.
Stichtag für das Inkrafttreten der neuen Behördenstruktur im Königreich Sachsen war der 1. Oktober 1856. Das neugebildete Gerichtsamt Colditz unterstand zunächst bis zu seiner Auflösung 1860 dem Bezirksgericht Rochlitz, anschließend dem Bezirksgericht Borna. Aufgelöst wurden das Justizamt Colditz, das Stadtgericht Colditz und Patrimonialgerichte in den umliegenden Ortschaften.
Der Sprengel des Gerichtsamt Colditz umfasste folgende Ortschaften:
| - Colditz - Bockwitz - Collmen - Commichau - Erlbach - Erlln - Großsermuth - Hausdorf - Hohnbach - Kaltenborn - Kleinsermuth - Kötteritzsch - Koltzschen | - Kralapp - Lastau - Leisenau - Leupahn - Leutenhain - Maaschwitz - Meuselwitz - Möseln - Podelwitz - Raschütz - Rüx - Schönbach - Schwarzbach | - Seupahn - Skoplau - Tanndorf - Terpitzsch - Thierbaum - Thumirnicht - Zollwitz - Zschadraß - Zschetzsch - Zschirla - Ebersbacher Forstrevier - Schönbacher Forstrevier - Thiergartner Forstrevier. |

Nach der Neustrukturierung der Gerichtsorganisation gemäß dem Gesetz über die Organisation der Behörden für die innere Verwaltung vom 21. April 1873 gingen die Verwaltungsbefugnisse der Gerichtsämter zum 15. Oktober 1874 auf die umgestalteten bzw. neu gebildeten Amtshauptmannschaften über. Seitdem das bisherige königliche Gericht als königliches Gerichtsamt bezeichnet wurde, führte sein Vorstand den Titel Gerichtshauptmann.
Die Verwaltungsaufgaben des Gerichtsamts Colditz wurden im Zuge der Neustrukturierung der sächsischen Gerichtsorganisation gemäß dem Gesetz über die Organisation der Behörden für die innere Verwaltung vom 21. April 1873 in die zum 15. Oktober 1874 neugeschaffene Amtshauptmannschaft Grimma mit Sitz in der Stadt Grimma integriert. Das Gerichtsamt war damit nur noch Gericht, die Trennung der Rechtsprechung von der Verwaltung umgesetzt.
Das Gerichtsamt Colditz wurde 1879 auf Grund des Gesetzes über die Bestimmungen zur Ausführung des Gerichtsverfassungsgesetzes im Deutschen Reich vom 27. Januar 1877 und des Gesetzes über die Zuständigkeit der Gerichte in Sachen der nichtstreitigen Gerichtsbarkeit vom 1. März 1879 durch das neu gegründete Amtsgericht Colditz abgelöst.

## Schriftliche Überlieferung
Die Archivalien des Gerichtsamts Colditz werden als Bestand 20087 Gerichtsamt Colditz heute im Sächsischen Staatsarchiv – Staatsarchiv Leipzig verwaltet. Dieser Bestand umfasst 1,4 laufende Meter Archivgut aus den Jahren 1817 bis 1879.

## Gerichtsgebäude
Das Gerichtsamt nutzte zunächst Räume im Schloss Colditz. 1865–1868 wurde ein eigenes Gebäude des Gerichtsamts Colditz (Töpfergasse 4; 4a) errichtet. Es handelt sich um einen Putzbau in spätklassizistischen Formen mit Sandsteingliederungen und Mittenbetonung durch einachsige Vorlage mit Eingang. Als Zeugnis der Entwicklung der sächsischen Gerichtsbarkeit und landesgeschichtlicher, ortsgeschichtlicher und baugeschichtlicher Bedeutung steht das Gebäude unter Denkmalschutz. Das Gerichtsgebäude wurde später vom Amtsgericht genutzt.

## Richter
Die Leiter des Gerichtsamts trugen den Titel Gerichtsamtmann. Dies waren:
- 1856–1863: Christian Friedrich Traugott Klien (vorher Amtmann beim Justizamt Colditz)
- 1863–1879: Emil Bruno Mosch (vorher Gerichtsamtmann beim Gerichtsamt Pausa)

## Weblink
- Eintrag zum Gerichtsamt Colditz im Digitalen historischen Ortsverzeichnis von Sachsen